# Menidia clarkhubbsi
Menidia clarkhubbsi är en fiskart som beskrevs av Echelle och Mosier 1982. Menidia clarkhubbsi ingår i släktet Menidia och familjen Atherinopsidae. Inga underarter finns listade i Catalogue of Life.